# Abie
Abie – wieś w Stanach Zjednoczonych, w stanie Nebraska, w hrabstwie Butler.